# Maria Callani
Maria Callani (Milano, 15 agosto 1778 – Parma, 9 febbraio 1803) è stata una pittrice italiana.

## Biografia
Figlia del pittore e scultore parmigiano Gaetano Callani e di Angela Gerli, sorella dell'architetto Agostino Gerli, Maria Callani nacque nel 1778 a Milano, dove il padre risiedeva per lavoro dal 1774. Allevata dagli zii paterni a Milano col fratello Francesco (1779 - 1844), più giovane di un anno, si ritrovò dal 1786 con tutta la famiglia a Parma, dove il padre era stato nominato professore all'Accademia di Belle Arti. 
Allieva del padre come il fratello, si specializzò nel genere del ritratto: la sua prima prova importante fu il Ritratto della contessina Mazzucchini, seguita da altri due ritratti, quelli di Alessandro e di Stefano Sanvitale, appartenenti alla famiglia nobile il cui palazzo sorgeva accanto alla casa–studio dei Callani. Tre sono i suoi Autoritratti, due dipinti a olio e un disegno a carboncino, dove «la cultura neoclassica e l'osservazione delle opere dell'Appiani, del Giani, e probabilmente dei francesi, porta l'artista ad esprimersi con una forza incisiva e un rigore conciso».
Nel 1800 dipinse il Battesimo di Cristo nel Giordano per la chiesa di Quartazzola, presso Piacenza, tela ora posta nella chiesa di Santa Maria Annunziata di Viadana. Nel 1801 si trasferì col fratello a Milano per esaminare i molti dipinti colà inviati dagli artisti per celebrare Napoleone vincitore a Marengo e la creazione della Repubblica italiana. Tornata a Parma, elaborò per il concorso “Riconoscenza verso il Primo Console”, bandito dal governo della Repubblica, il quadro Il Genio della Pace incorona d'alloro Napoleone, che ottenne il secondo premio, essendo vincitore Giuseppe Bossi. Il quadro, già depositato nella Pinacoteca di Brera, è andato disperso. 
Nel 1803 eseguì la sua ultima opera, Ebe e l'aquila, «nella quale prevalgono lo studio del Correggio e i modi del padre e del Batoni». Mori non ancora venticinquenne di tisi il 9 febbraio 1803.

## Opere

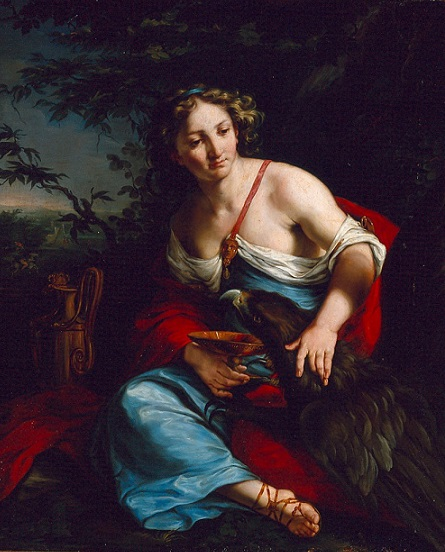
Ebe e l'aquila

- Ritratto della contessina Chiara Mazzucchini Guidoboni di Viadana, olio su tavola, 29,3 x 21,2 cm, Museo Glauco Lombardi, Parma, 1797
- Ritratto di Alessandro Sanvitale, coll. privata, 1798
- Ritratto di Stefano Sanvitale, coll. privata, 1798
- Ritratto di fra Antonio Negroni, 1799
- Battesimo di Cristo nel Giordano, chiesa di Santa Maria Annunziata, Viadana, 1800
- Autoritratto, carboncino su carta, 23 x 20 cm, Pinacoteca Stuard, Parma, 1800
- Autoritratto, olio su tavola, GNAM, Milano, 1800
- Autoritratto, olio su tavola, 50 x 40 cm, Galleria nazionale, Parma, 1802
- Ritratto del padre Gaetano Callani, olio su tela, 49 x 40 cm, Galleria nazionale, Parma, 1802
- Ritratto della madre, olio su tela, Galleria nazionale, Parma, 1802
- Ebe e l'aquila, olio su tela, 96 x 78 cm, Galleria nazionale, Parma, 1803